# Valencia-fruits
Valencia-fruits est un hebdomadaire en langue espagnole publié à Valence (Espagne) depuis le 15 juin 1962 et consacré à l'agriculture valencienne,.
Ses fondateurs et premiers directeurs sont les journalistes Martín Domínguez Barberá et Josep Ferrer i Camarena, avec une prédominance du premier,. Domínguez Barberá avait été exclu de la direction de Las Provincias quelques années plus tôt à la suite de sanctions du régime franquiste pour ses protestations relatives à la gestion de la grande inondation de 1957 par les autorités.
La revue défend, en principe, les intérêts agricoles de la région (agrumes et riz),.
Parmi les collaborateurs de la revue figurent Vicent Ventura, Rosa Solbes et Joan Josep Pérez Benlloch.
Avec la fin de la censure et la libéralisation de la transition démocratique, le journal adopte une ligne éditoriale démocrate-chrétienne modérée et européiste, favorable à l'intégration à la Communauté économique européenne,. Sa défense européiste et son caractère résolument progressiste sera une voix solitaire au Pays valencien et, en tant que publication, l'une des rares dans toute l'Espagne,.